# Tour de Pologne 1929
2. edycja wyścigu kolarskiego Tour de Pologne odbyła się w dniach 4–18 sierpnia 1929. Rywalizację rozpoczęło 66 kolarzy, a ukończyło 32. Łączna długość wyścigu – 2250 km.
Pierwsze miejsce w klasyfikacji generalnej zajął Józef Stefański (AKS Warszawa), drugie Eugeniusz Michalak (Legia Warszawa), a trzecie Wacław Kołodziejczyk (Towarzystwo Zwolenników Sportu Łódź). Sędzią głównym i jednocześnie komandorem wyścigu był Franciszek Szymczyk.
Wyścig rozegrano na dużo dłuższej trasie niż miało to miejsce podczas premierowej edycji rok wcześniej. Zaplanowano 12 etapów, urozmaiconych jeśli chodzi o konfigurację i długość. Kolarze mieli do pokonania etapy sprinterskie (np. z Częstochowy do Katowic), górskie (z Katowic do Krakowa) i maratońskie (z Krakowa do Lwowa) - podczas tego morderczego, bo liczącego 325 km etapu kolarze wystartowali z Krakowa o trzeciej w nocy (podczas ulewnego deszczu), a najlepsi dotarli do Lwowa po ponad trzynastu godzinach jazdy.
Ustalono, że zawodnik prowadzący w klasyfikacji łącznej (lider wyścigu) będzie ubrany w biało-czerwoną (a właściwie amarantową) koszulkę z napisem "Przodownik Biegu 1929" i w przeciwieństwie do I Biegu Dookoła Polski (lider wyścigu miał być przepasany szarfą, ale tego nie czynił, ponieważ przeszkadzała mu w jeździe) zrealizowano zamiary.

## Etapy
| Etap      | Data        | Start - meta                  | Długość (km) | Zwycięzca etapu     | Lider           |
| I etap    | 4 sierpnia  | Warszawa – Łódź               | 144          | Józef Stefański     | Józef Stefański |
| II etap   | 5 sierpnia  | Łódź – Bydgoszcz              | 224          | Józef Stefański     | Józef Stefański |
| III etap  | 6 sierpnia  | Bydgoszcz – Poznań            | 136          | Eugeniusz Michalak  | Józef Stefański |
| IV etap   | 8 sierpnia  | Poznań – Kalisz               | 150          | Eugeniusz Michalak  | Józef Stefański |
| V etap    | 9 sierpnia  | Kalisz – Częstochowa          | 152          | Eugeniusz Michalak  | Józef Stefański |
| VI etap   | 10 sierpnia | Częstochowa – Katowice        | 105          | Jerzy Lipiński      | Józef Stefański |
| VII etap  | 11 sierpnia | Katowice – Kraków             | 195          | Józef Stefański     | Józef Stefański |
| VIII etap | 13 sierpnia | Kraków – Lwów                 | 325          | Eugeniusz Michalak  | Józef Stefański |
| IX etap   | 15 sierpnia | Lwów – Lublin                 | 211          | Józef Stefański     | Józef Stefański |
| X etap    | 16 sierpnia | Lublin – Brześć nad Bugiem    | 168          | Eugeniusz Michalak  | Józef Stefański |
| XI etap   | 17 sierpnia | Brześć nad Bugiem – Białystok | 240          | Stanisław Kłosowicz | Józef Stefański |
| XII etap  | 18 sierpnia | Białystok – Warszawa          | 190          | Wiktor Olecki       | Józef Stefański |

## Końcowa klasyfikacja generalna

### Klasyfikacja indywidualna
| Poz. | Zawodnik               | Kraj   | Zespół                                   | Czas (średnia km/h)       |
| ---- | ---------------------- | ------ | ---------------------------------------- | ------------------------- |
| 1.   | Józef Stefański        | Polska | AKS Warszawa                             | 83h 50' 38" (26,836 km/h) |
| 2.   | Eugeniusz Michalak     | Polska | Legia Warszawa                           | +40' 45"                  |
| 3.   | Wacław Kołodziejczyk   | Polska | S.S.Union Łódź                           | +1h 05' 13"               |
| 4.   | Feliks Więcek          | Polska | Polonia Bydgoszcz                        | +1h 24' 39"               |
| 5.   | Michał Korsak-Zaleski  | Polska | Warszawskie Towarzystwo Cyklistów        | +2h 23' 30"               |
| 6.   | Władysław Konopczyński | Polska | Warszawskie Towarzystwo Cyklistów        | +2h 41' 52"               |
| 7.   | Wiktor Olecki          | Polska | Legia Warszawa                           | +2h 50' 44"               |
| 8.   | Stanisław Kłosowicz    | Polska | Towarzystwo Zwolenników Sportu Łódź      | +3h 07' 12"               |
| 9.   | Kazimierz Tropaczyński | Polska | Towarzystwo Kolarzy i Motocyklistów Lwów | +3h 14' 34"               |
| 10.  | Zygmunt Daniel         | Polska | T.S.Rewera Stanisławów                   | +3h 43' 56"               |

### Klasyfikacja drużynowa
Nagrody drużynowej nie przyznano żadnemu zespołowi, ponieważ wszystkie zostały zdekompletowane już po ośmiu etapach. Startowało osiem drużyn.